# Carl Switzer
Carl Dean Switzer (Paris (Illinois), 7 augustus 1927 – 21 januari 1959) was een Amerikaanse kindacteur, professionele hondenfokker en jachtgids. Hij is als acteur vooral bekend van de rol van Alfalfa in de filmserie Our Gang.

## Biografie

### Jeugdjaren en familie
Carl Switzer werd als jongste van vier kinderen van Fred en Gladys Switzer in Paris, een stadje aan de grens met Indiana in de Verenigde Staten, geboren. Hij heeft een oudere broer (Harold) en zuster (Janice), een pasgeboren broertje stierf in 1922.
De familie woonde in een huurhuis onder armoedige omstandigheden. Toen de vader van Switzer zich tot overmaat van ramp in zijn been schoot, waardoor dit geamputeerd moest worden, moest het gezin de broekriem nog verder aanhalen. Van het talent van hun beide zonen, die niet onverdienstelijk konden zingen, werd door de Switzers gebruikgemaakt, doordat ze Harold en later ook Carl lieten optreden op plaatselijke feest- en jaarmarkten, om zo wat geld te verdienen.

### Doorbraak
Aangemoedigd door de buren van de Switzers, die Harold en Carl in Hollywood wilden zien, trok de familie in oktober 1934 naar Los Angeles. De broers namen deel aan een casting in de studio's van Hal Roach. Roach zelf ontdekte de jongens en zag hun talenten, zodat hij ze meteen contracteerde.
1935 was het debuut van de twee broers als toneelspelers. Ze werden de lievelingen van het bioscooppubliek. Harold Switzer werd bekend als Deadpan of Slim terwijl zijn broer Carl Switzer onder het pseudoniem Alfalfa bekend werd - en dit tot op de dag van vandaag gebleven is. Alfalfa – dit pseudoniem werd later een deel van zijn naam – gold in zijn omgeving als probleemkind, die zowel zijn jeugdige collega-acteurs als ook filmcrew nog weleens sloeg. Hoewel Darla Hood voor de camera zijn vriendin speelde, gunden ze elkaar buiten de opnamen om het licht in de ogen niet. Ten slotte bemoeide Fred Switzer, de vader van de jonge auteur, zich ermee. Hoewel het plan van Roach was de jonge acteurs een sterstatus te verlenen, stond Fred Switzer erop dat Alfalfa meer geld of meer werk zou krijgen dan de andere kinderen. Het bioscooppubliek verhinderde dat Alfafa zou worden ontslagen.
Tot 1940 stond Alfalfa Switzer in meer dan 100 films van De Boefjes voor de camera. In datzelfde jaar scheidden de wegen van de beide broers, voor zover het hun filmloopbaan betrof.

### Verdere levensloop
Alfalfa Switzer teerde na 1940 slechts nog op zijn successen in De Boefjes. Stond hij eerst in het centrum van de belangstelling, nu speelde hij jaarlijks slechts nog in 12 films. Ook werkte hij onder andere als barkeeper, jachtopziener in de Sierra Nevada en als hondentrainer voor speelfilms.
Zijn laatste rol speelde Alfafa in 1958 en twee jaar daarvoor, in 1956, was hij figurant in De Tien Geboden.

### Privéleven
Na een korte relatie met Beverly Osso, die later met zijn broer Harold trouwde, werd Switzer verliefd op Diane Collingwood, de dochter van een rijke boer uit Kansas. Ze trouwden in 1954. Het was een verstandshuwelijk, nadat Collingwood van Switzer zwanger geworden was. Hun zoon werd in datzelfde jaar geboren. Hoewel het echtpaar van elkaar hield, lieten ze zich in 1956 scheiden. Reden hiervoor was dat Collingwood niet van Kansas naar Californië wilde verhuizen, en ook niet, zoals Switzer het wenste, een afstandshuwelijk wilde. De zoon van Alfalfa Switzer wist een tijd lang niet wie zijn vader was. Om hem voor de media te beschermen, is zijn identiteit tot op heden nooit bekendgemaakt. Het enige bekende feit is dat hij een carrière als beroepsmilitair heeft gevolgd.

### Overlijden

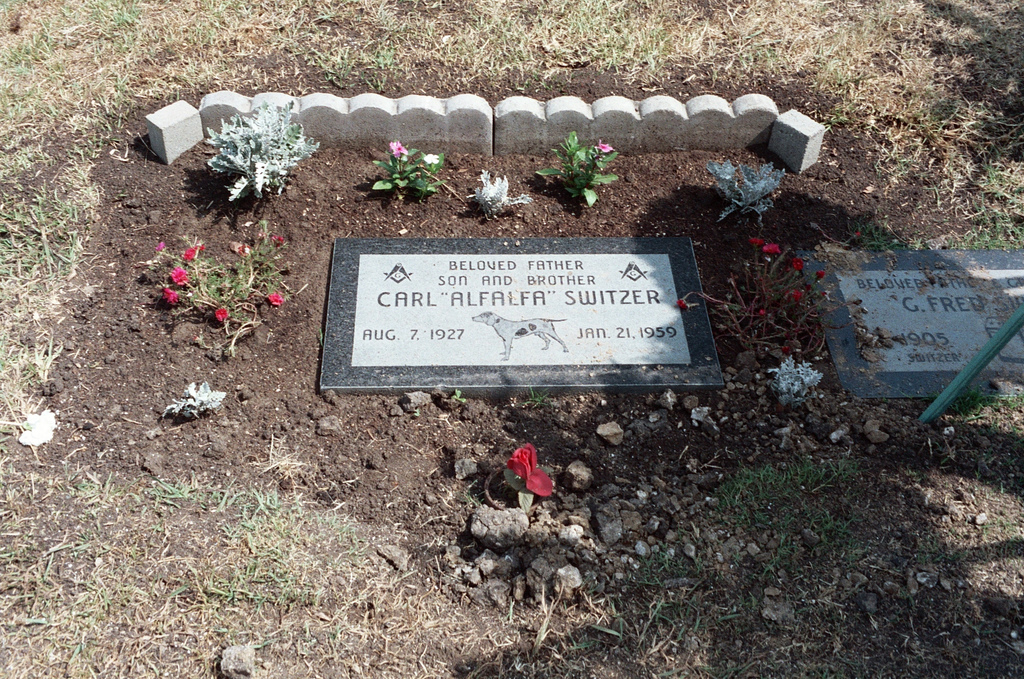
Het graf van Switzer, Hollywood Forever Cemetery, Los Angeles.

In januari 1959 plande Switzer een jachtexpeditie en leende van een vriend van de familie, Moses Stiltz, een jachthond, die echter ontsnapte. Daarop liet Switzer een oproep in de krant plaatsen, waarin hij een beloning van 35 dollar beloofde voor diegene die het dier zou vinden. Een tot nu toe onbekende man beloofde Switzer te helpen en haalde de beloofde 35 dollar beloning op in de bar waar Switzer werkte. Switzer vertrouwde de man, hij zag de jachthond echter niet meer terug. Ook zijn geld was weg.
In de daaropvolgende weken begon Alfalfa te drinken en had hij alleen nog maar schulden. Beschaamd biechtte hij zijn vriend Moses Stiltz op dat de hond was verdwenen. Stiltz stond erop dat Switzer hem als schadevergoeding 50 dollar moest betalen, een bedrag dat Alfalfa niet had.
Op de avond van de 21e januari 1959 probeerde Switzer samen met een vriend, cameraman Jack Piott, met Stiltz een betalingsregeling te treffen. In het huis van de vriendin van Stiltz in San Fernando kwam het tot een gevecht toen Stiltz niet wilde onderhandelen. Er ontstond een meningsverschil, waarop er een schot uit het wapen van Stiltz volgde. Carl Alfalfa Switzer lag zwaargewond op de vloer. Hoewel ambulancehulp op tijd was en de acteur naar het ziekenhuis werd vervoerd, stierf hij enige uren later. Hij werd 31 jaar.

### Ten slotte
Zijn ouders en broers en zuster overleefden Carl Switzer. Fred Switzer stierf ongeveer een jaar later, in mei 1960, in Californië, en werd naast zijn zoon in Hollywood Forever Cemetery begraven. Gladys Switzer werd 92 jaar, en stierf op 8 maart 1997.
Harold Switzer, de oudere broer en mede-toneelspeler van Alfalfa, onderhield zich als eigenaar van een wasserij. Hij trouwde met Beverly Osso, met wie hij drie kinderen had. Na de echtscheiding, midden jaren zestig, had hij een korte relatie met een andere vrouw, bij wie hij zijn vierde kind kreeg. Switzer, die onder andere de moord van zijn broer niet verwerken kon, vermoordde eerst zijn vriendin, pleegde enige tijd later, op 14 april 1967, zelfmoord.
Over Janice Switzer, de zuster van Alfalfa, is weinig bekend, enkel dat zij in 1988 aan kanker is overleden.
De dood van Carl Switzer werd in de media nauwelijks opgemerkt, aangezien op dezelfde dag de Hollywood-regisseur Cecil B. DeMille stierf.
Over Switzer is ook bekend, dat hij vrijmetselaar was.